# Pseudagrion rufocinctum
Pseudagrion rufocinctum – gatunek ważki z rodziny łątkowatych (Coenagrionidae).